# Paul Michaillard
Paul Michaillard, né le 3 août 1920 à Sainte-Croix (Saône-et-Loire), est un homme politique français de droite et un ancien résistant. Il fut maire de Joncherey de 1963 à 2001 et Conseiller Général du Canton de Delle de 1964 à 1976 et de 1982 à 1992. Il est décédé le 8 mai 2009 à Bavilliers. 

## Biographie

### Origines, études et famille
Paul Michaillard est né à Sainte-Croix (Saône-et-Loire), le 3 août 1920. Sa famille est venue habiter Delle en 1930 à la faveur d’une mutation professionnelle de son père, à la gare locale. Paul a fréquenté les bancs de l’école Communale du Centre où il a obtenu son certificat d’études et son brevet. 
À l’âge de 16 ans, il entre à l’usine Dielectrique (Établissements UDD-FIM / Vol Roll actuellement). Il est employé de bureau chez le directeur administratif, Alphonse Dreier. Au fil des années, son intelligence et sa pugnacité, lui permettent de gravir les échelons de la hiérarchie, et de prendre la succession de son chef à son départ en retraite. Avec le directeur Jo Metzger, Paul Michaillard formera un duo qui marquera la cité frontalière à la fois socialement et dans le domaine de la vie associative sportive (SR Delle) et culturelle (Union Delloise).
Le 2 avril 1945, il épouse Lucienne Pfaadt. De cette union sont nés Pierre, le 29 janvier 1946, vétérinaire à Belfort, de 1972 à 1995 et aujourd’hui, chargé de mission du Conseil général au Burkina Faso, et Anne-Marie, née le 26 juin 1950, qui sera agrégée de lettres classique français-latin; elle est aujourd’hui retraitée et réside à Saint-Claude (Jura).

### Patrie et politique
Paul Michaillard allait s’illustrer dès l’âge de 19 ans. En 1941, Paul et ses amis dellois s'organisent en combattants de l’ombre et participent à la résistance à l’ennemi au sein du maquis du Lomont. Paul Michaillard reste cependant en fonction dans son entreprise dont les véhicules sont utilisés secrètement pour le transport du ravitaillement de la Résistance. Ses actions de Résistant lui vaudront par la suite le respect du plus grand nombre. 
En 1962, la famille Michaillard vient s'installer à Joncherey. Au décès du maire André Charbonnier, en 1963, le nouveau résident est sollicité pour prendre la relève. Paul Michaillard, brillamment élu, dirige la commune de 1963 à 2001. Il met le pied à l’étrier de la politique et est élu conseiller général du canton de Delle de 1964 à 1976. Battu par Denis Maire, maire de Delle, il repart à la bataille en 1982 et l’emporte sur Raymond Forni, nouveau venu dans la cité des Cariatides. 
Sur le plan communal, Paul Michaillard développe l’urbanisme avec la création délicate du lotissement de l’AFUAP et du lotissement du 44e R.I., proche du monument du caporal Peugeot. Les constructions de maisons individuelles fleurissent au fil des années à Joncherey. Il est à l’origine de l’installation du camping municipal du Passe-loup et y attire le club des Campeurs d’Alsace de Delle. 
L’association des communes Delle-Lebetain-Joncherey ne fut pas la réussite qu’il en attendait et la défusion était acquise en 1982. 
Son dernier grand projet, qui n’a pas pu aboutir totalement, aura été la création de l’association HESPAL (Hébergement et soins aux personnes âgées locales). Il resta maire honoraire de Joncherey jusqu'à son décès en 2009.